# 구례군·광양군
구례군·광양군은 대한민국의 옛 국회의원 선거구이다. 당시 전라남도 구례군, 광양군 지역을 관할했다.

## 역사
제6대 국회의원 선거를 앞두고 구례군 선거구와 광양군 선거구가 통합되면서 신설되었다.
제9대 국회의원 선거를 앞두고 구례군은 순천시·승주군 선거구에 편입되어 순천시·구례군·승주군 선거구를 이루게 되고 광양군은 여수시, 여천군과 함께 여수시·여천군·광양군 선거구를 이루게 됨에 따라 폐지되었다.

## 역대 국회의원
| 선거   | 정당 | 정당       | 의원   |
| ------ | ---- | ---------- | ------ |
| 1963년 |      | 민주공화당 | 김선주 |
| 1967년 |      | 민주공화당 | 이현재 |
| 1971년 |      | 민주공화당 | 박준호 |

## 역대 선거 결과

### 대한민국 제6대 국회의원 선거
|  | 32.63% |

|  | 28.61% |

|  | 19.12% |

|  | 7.84% |

|  | 4.75% |

|  | 3.71% |

|  | 3.30% |

### 대한민국 제7대 국회의원 선거
|  | 63.76% |

|  | 31.19% |

|  | 2.08% |

|  | 1.61% |

|  | 1.34% |

|  | 0% |

### 대한민국 제8대 국회의원 선거
|  | 44.11% |

|  | 37.86% |

|  | 15.37% |

|  | 1.62% |

|  | 1.02% |